# Lithothamnion betieri
Lithothamnion betieri M. Lemoine, 1939  é o nome botânico  de uma espécie de algas vermelhas  pluricelulares do gênero Lithothamnion, subfamília Melobesioideae.
- São algas marinhas encontradas na Argélia.

## Sinonímia
- Não apresenta sinônimos.